# Zbigniew Grądzki
Zbigniew Janusz Grądzki (ur. 13 lutego 1955 w Lublinie) – polski lekarz weterynarii, epizootiolog, profesor nauk weterynaryjnych, profesor zwyczajny Uniwersytetu Przyrodniczego w Lublinie, prorektor tej uczelni w kadencji 2016–2020.

## Życiorys
Absolwent VII Liceum Ogólnokształcącego im. Marii Konopnickiej w Lublinie. W 1981 ukończył studia na Wydziale Weterynaryjnym Akademii Rolniczej w Lublinie, uzyskując tytuł zawodowy lekarza weterynarii. Doktoryzował się w 1990 na uczelni macierzystej w oparciu o pracę pt. Doświadczalna immunosupresja odporności typu komórkowego u świnek morskich immunizowanych Trichophyton verrucosum. Stopień naukowy doktora habilitowanego uzyskał w 1998 na podstawie rozprawy zatytułowanej Zastosowanie metod detekcji kwasów nukleinowych do diagnostyki oraz różnicowania zakażeń koronawirusowych (TGEV i PRCV) u świń. Tytuł naukowy profesora otrzymał 18 stycznia 2005.
W kwietniu 1981, będąc jeszcze studentem piątego roku, został zatrudniony na Akademii Rolniczej w Lublinie, na której 1 marca 2008 uzyskał stanowisko profesora zwyczajnego. W latach 2002–2008 pełnił funkcję prodziekana Wydziału Medycyny Weterynaryjnej. Po przekształceniu Akademii Rolniczej w Uniwersytet Przyrodniczy (2008), został członkiem senatu tej uczelni. W 2016 wybrany na prorektora Uniwersytetu Przyrodniczego w Lublinie na kadencję 2016–2020.
Autor lub współautor ok. 150 publikacji naukowych, w tym ponad 70 oryginalnych. W 1981 został członkiem Polskiego Towarzystwa Nauk Weterynaryjnych. W latach 1999–2005 był członkiem zarządu głównego tego towarzystwa, natomiast w latach 2008–2016 przewodniczył oddziałowi lubelskiemu PTNW. W latach 2004–2008 pełnił funkcję sekretarza Komisji ds. Specjalizacji Lekarzy Weterynarii. W latach 2007–2012 był członkiem rady naukowej Państwowego Instytutu Weterynaryjnego – Państwowego Instytutu Badawczego. Został także członkiem Komitetu Nauk Weterynaryjnych PAN (w latach 2012–2016 był jego wiceprzewodniczącym) oraz Komitetu Nauk Weterynaryjnych i Biologii Rozrodu PAN.
Odznaczony m.in. Srebrnym Krzyżem Zasługi (2005), Medalem Komisji Edukacji Narodowej (2003) i Medalem Złotym za Długoletnią Służbę (2011). Otrzymał także Odznakę Honorową „Zasłużony dla Rolnictwa” (2014).